# Thomas FitzStephen

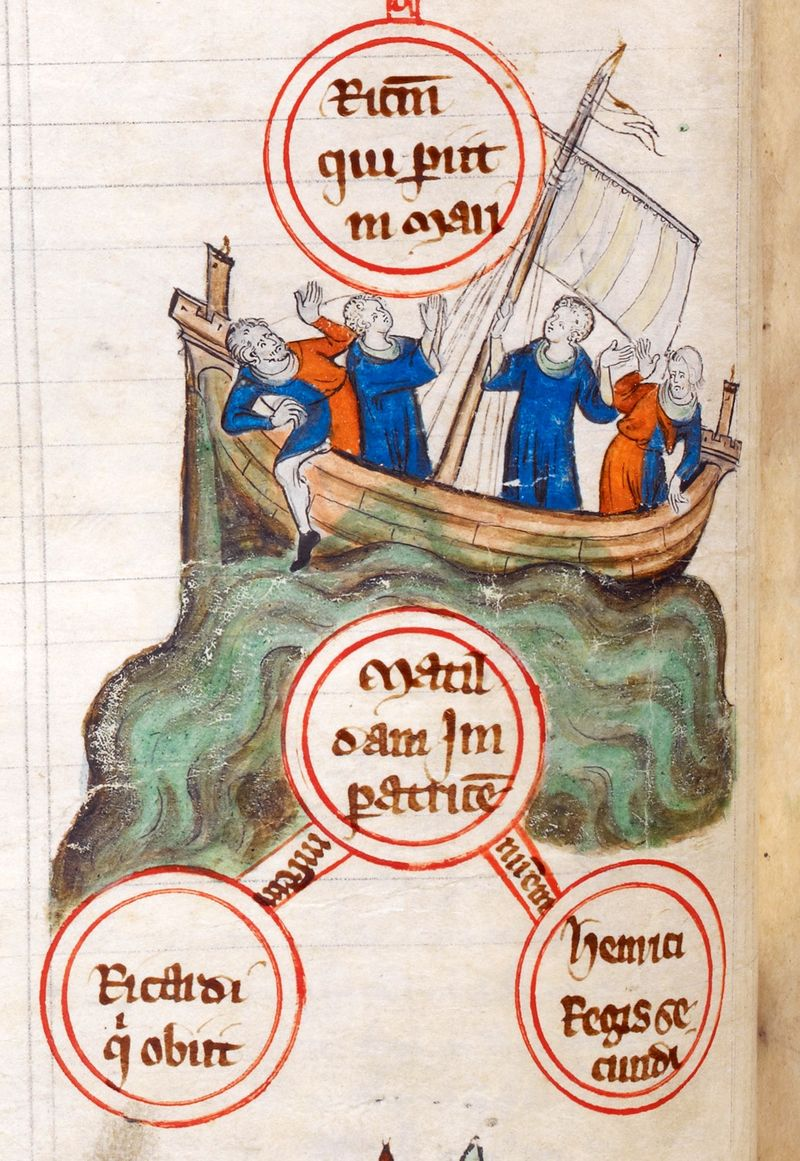
El naufragio del Barco Blanco capitaneado por FitzStephen, en una ilustración del.

Thomas FitzStephen (en francés: Thomas fi[l]z Estienne, muerto en 1120) fue el propietario y capitán del Barco Blanco que se hundió en el Canal de la Mancha, en la zona de la costa de Normandía próxima a Barfleur, el 25 de noviembre de 1120. FitzStephen era hijo ilegítimo de Stephen FitzAirard (Estienne fi[l]z Airard), un capitán de barco bajo mando de Guillermo el Conquistador durante la invasión de Inglaterra en 1066. El cronista Orderico Vital aseveraba que FitzStephen prefirió ahogarse en el mar antes que afrontar la ira del rey Enrique I, debido a que el hijo y sucesor del rey, Guillermo Adelin, falleció en el hundimiento. Solo dos hombres, un carnicero de Ruan y Geoffrey de l'Aigle, sobrevivieron al desastre.